# خير الدين وانلي

غلاف ديوان «النصر للإسلام»

خير الدين وانلي (1353- 1425 هـ / 1933- 2004 م) عالم سلفي سوري، وداعية خطيب مربٍّ، وباحث كاتب، وأديب شاعر.

## سيرته
وُلد أبو محمد، خير الدين بن محمد علي وانْلِي في الهرمل شمالي البِقاع في لبنان، لأبوين سوريين من أصول كُردية، نزح جدُّهما من مدينة وان الكردية شرقي تركيا، وإليها يُنسب.
تلقى تعليمه الابتدائي في الهرمل وبعلبك، ثم انتقل إلى دمشق فحصل على الشهادة الإعدادية من مدرسة التجهيز الأولى (ثانوية جودت الهاشمي) عام 1951م، ثم تابع المرحلة الثانوية في دراسة حرَّة وحصل على شهادتها عام 1953م. عمل في التدريس بدمشق، ثم تطوَّع في الجيش السوري وانتسب إلى الكلية الحربية في حِمص، عام 1954م، وحصل منها على إجازة في العلوم العسكرية برتبة ملازم عام 1956م، وبقي في السِّلك العسكري إلى أن سُرِّح من الجيش برتبة نقيب عام 1963م، مع عدد كبير من الضبَّاط من أهل السنَّة عند وصول حزب البعث إلى السلطة في سورية.
التحقَ بكلية الآداب في جامعة دمشق، وجمع معها الدراسة في كلية الحقوق، وحصل على الإجازة (الليسانس) في التخصُّصَين عام 1966م. ثم عمل مدرِّسًا للغة العربية وللتربية الإسلامية، في بعض المدارس الثانوية الخاصة بدمشق، مع الخطابة في بعض جوامعها، وفي مصلَّى العيد فيها. ثم استقال وترك التعليم عام 1970م، وافتتح محلًّا تجاريًّا لبيع التحف الشرقية، وتفرَّغ فيه للتأليف ونظم الشعر.
تخرَّج في علم الحديث بالشيخ المحدِّث محمد ناصر الدين الألباني، وتأثَّر به وبمنهجه، ونظم فيه عدَّة قصائد، وكان يعُدُّه مجدِّدَ القرن الخامس عشر الهجري. وتأثر أيضًا بالشيخ محمود مهدي الإستانبولي الذي شجعه على الخطابة والكتابة ونظم الشعر. وقد نبغ صغيرًا فبدأ بالخطابة والكتابة ولمَّا يبلغ السابعة عشرة. قيل: إن له 400 مصنَّف، منها أكثر من 20 ديوانًا شعريًّا، ولم يُطبَع من كتبه إلا نحو 20 كتابًا!

## آثاره

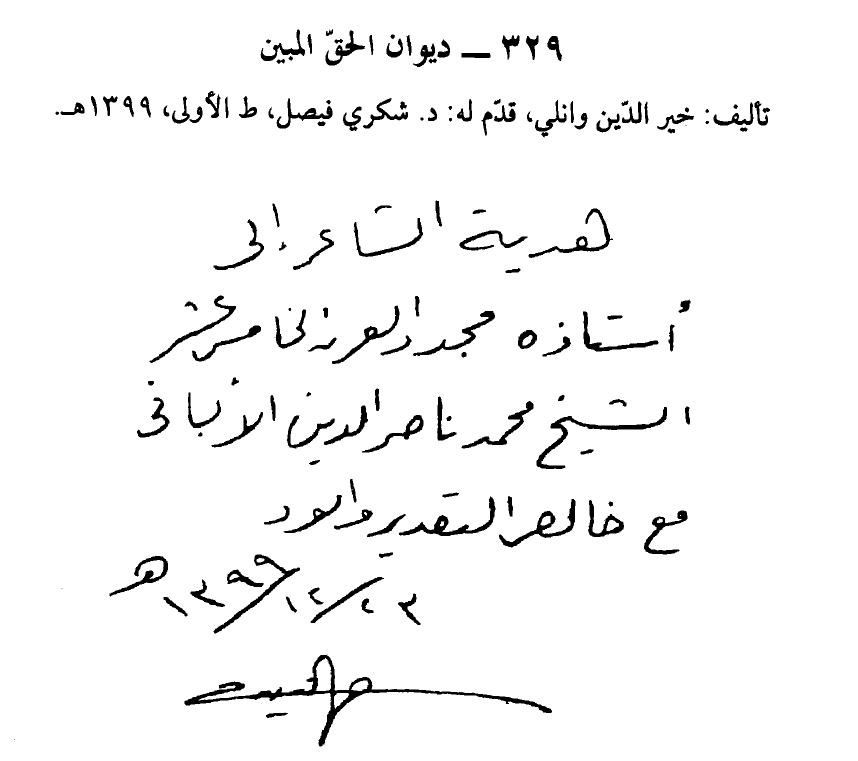
خط الشيخ خير الدين من إهداء إلى شيخه ناصر الدين الألباني

### من كتبه المطبوعة
1. قصص البطولة العربية.
2. صفة الجنَّة في القرآن والسنَّة.
3. المتقون.
4. الأحاديث القدسية الصحيحة.
5. السلوك الأمثل من هَدي النبي المُرسَل.
6. الأكمل من هدي النبي المُرسَل.
7. مولد المصطفى صلى الله عليه وسلم.
8. معجزات المصطفى صلى الله عليه وسلم.
9. مِعراج المصطفى صلى الله عليه وسلم.
10. قبس من السيرة النبوية (وهو الطبعة الخامسة لمولد المصطفى).[3]
11. المسجد في الإسلام.
12. أصحاب الجنة.
13. أصحاب النار.
14. مدرسة الشيطان.
15. الرجل حقوقه وواجباته في القرآن والسنَّة.
16. المرأة حقوقها وواجباتها في القرآن والسنَّة.[10]
17. دليل الخيرات وسبيل الجنَّات، وفيه نقد لكتاب "دلائل الخيرات" للجَزولي.
18. تلبيس إبليس لابن الجوزي (تحقيق).
19. رقائق الشعر في الأدب والزهد والوعظ، بالاشتراك مع محمود مهدي الإستانبولي.

### ومن دواوينه الشعرية
1. الحق المُبين، قدم له شكري فيصل.
2. النصر للإسلام.
3. الوحدانية.
4. الشمائل المحمدية والحِكَم القرآنية.
5. حكايات الأطفال (8 أجزاء).
6. أناشيد الشباب المسلم.
7. لامية الوانلي.[8]

### ومن كتبه المخطوطة
ذُكرت عشراتُ الكتب المخطوطة من آثاره في (تكملة معجم المؤلفين) منها:
1. الزوجة الصالحة (في سيرة زوجته التي توفيت بمرض السرطان).
2. علوم القرآن وفنونه (5 مجلدات).
3. تفسير القرآن بالقرآن والحديث (4 مجلدات).
4. معجم الأحاديث الصحيحة (4 مجلدات).
5. معجم الأحاديث المشتهرة الضعيفة.
6. رواة الحديث (5 مجلدات).
7. رجال عاصرتهم.
8. العقيدة الإسلامية.
9. عيون الأمثال.
10. أخطاء في الحركات.
11. أخطاء نحوية.
12. الأذكياء.
13. البخلاء.
14. حياة خير الدين وانلي من شعره.
15. النداء في القرآن الكريم.
16. محمد صلى الله عليه وسلم عند المفكرين.
17. نقد كتاب الأيام لطه حسين.
18. نقد بُردة البوصيري.
19. نقد الدعاء المُستجاب.
20. نقد المعجم الوسيط في اللغة.

### ونشر الكثير من المقالات منها
- التقدمية في الإسلام، جريدة العلَم الدمشقية، 1951م.
- محمد في مرآة الغرب، جريدة الأخبار، 1954م.
- أحاديث للأطفال، جريدة الأخبار، 1954م.[3]

## وفاته
توفي خير الدين وانلي في دمشق، عام 1425هـ/ 2004م، ودُفن فيها.

## الملاحظات
1. ↑  أخطأ عبد القادر عيَّاش في (معجم المؤلفين السوريين) ص531 فذكر أنه وُلد بدمشق! وتابعه على الخطأ سليمان البوَّاب في (موسوعة أعلام سورية في القرن العشرين) 4/ 403، ومحمد خير رمضان يوسف في (تتمة الأعلام) 3/ 173، و(تكملة معجم المؤلفين) 2/ 290. والصواب من سيرة وانلي بخطِّه أرسلها إلى أحمد العلاونة واعتمدها الأخيرُ في ترجمته في (ذيل الأعلام) 3/ 63.